# Galeazzo Frigerio
Galeazzo Enrico Frigerio, conte di Brusson (Pont-Saint-Martin, 5 gennaio 1805 – Torino, 18 aprile 1891), è stato un militare e geografo italiano.

## Biografia

### Infanzia ed educazione
Frigerio era il settimo dei nove figli del conte Bonifacio Frigerio (1764-1834); la famiglia di Galeazzo apparteneva all'antica nobiltà piemontese, e vantava possedimenti in Valle d'Aosta e in provincia d'Ivrea. Il conte Bonifacio era di idee liberali e aveva goduto di grandi favori durante l'epoca napoleonica; aveva preso parte all'insurrezione piemontese ed ai moti del 1820-1821, ed era stato imprigionato in un carcere presso Cuneo; il giovane Galeazzo era stato quindi educato dalla madre e da suo fratello Cristiano (1795-1856), maggiore di undici anni e ufficiale dell'esercito sabaudo. Destinato a divenire ufficiale di cavalleria, Galeazzo aveva ricevuto un'ampia educazione spaziante in tutti i campi: dalla storia alle lingue e alle scienze.

### La carriera militare e l'interesse per la geografia
Nel 1829 Galeazzo uscì sottotenente dall'Accademia Militare di Cuneo, venendo promosso gradualmente tenente (1831) e capitano (1835); attraversò un lungo periodo di lutto per la morte della madre e del padre ma proprio in quel periodo, con l'avvento al trono di Carlo Alberto, la famiglia rientrò nelle grazie della monarchia. Frigerio era enormemente interessato allo studio della geografia, e tra il 1834 e il 1836 compì numerosi viaggi nelle terre extraeuropee affacciate sul Mediterraneo, visitando la Turchia, la Siria, il Libano, l'Egitto e il Nord Africa; tornato in patria, pubblicò le sue osservazioni e le carte geografiche che aveva tracciato in "Geografia delle terre a sud del Mediterraneo", considerato uno dei primi atlanti completi di indicazioni politiche e sull'economia dei paesi interessati.
Nel 1836 sposò la marchesina Maria Cristina Colli Ricci di Felizzano (1817 - 1876), figlia del generale marchese Vittorio Colli di Felizzano e della nobile Felicita Asinari di Bernezzo; ebbero sette figli: tra questi Umberto intraprese brillantemente la carriera militare e fu anche ambasciatore in Spagna, mentre Annibale fu abate della Compagnia di Gesù.
Promosso maggiore nel 1837, fu destinato all'ambasciata sabauda a Parigi, dove si mise in contatto con l'Associazione Geografica Nazionale Francese, divenendone membro e si dedicò allo studio della conformazione dei terreni montuosi del Nord Africa, pubblicando nel 1844 un volume intitolato "Sulla storia e la conformazione dei rilievi delle terre dell'Africa settentrionale".

### La Prima guerra d'indipendenza e gli ultimi anni di vita
Richiamato in Piemonte, Galeazzo partecipò come ufficiale alla Prima Guerra d'Indipendenza Italiana, distinguendosi a Goito, dove fu insignito dell'Ordine dei Santi Maurizio e Lazzaro. Ritiratosi dall'esercito, dopo un periodo di oscuramento, fondò a Torino la Società Geografica Piemontese (1858), divenendone presidente, e pubblicò altri lavori. Nel 1862 divenne console d'Italia al Cairo, interessandosi particolarmente alle spedizioni in Abissinia ed in Etiopia, che favorì. Nel 1868 fu tra i fondatori della Società Geografica Italiana; inoltre, amico di Crispi e Giolitti, pose le basi alla Società per gli Interessi Italiani in Africa, una delle prime società colonialiste italiane; quando gli italiani conquistarono la Colonia eritrea, Frigerio, nonostante l'età avanzata, fu posto al comando di Assab e ricevette il grado onorario di colonnello dell'esercito italiano. Ritiratosi dall'impegno africano nel 1884, tornò in Piemonte, spegnendosi a Torino a 86 anni.